# Studenec (Svojanov)
Studenec je malá vesnice, část městyse Svojanov v okrese Svitavy. Nachází se asi 3 km na jihovýchod od Svojanova. V roce 2009 zde bylo evidováno 20 adres. V roce 2001 zde trvale žilo 23 obyvatel.
Studenec leží v katastrálním území Předměstí o výměře 5,04 km2.